# Sièges réservés (Région de Bruxelles-Capitale)
La Région de Bruxelles-Capitale a été dotée en 1989 d'un Conseil régional de 75 membres élus au suffrage universel, rebaptisé ultérieurement Parlement. 
Précédemment, une autre institution correspondant au même territoire, l'Agglomération bruxelloise, comportait également une assemblée élue, le Conseil d'agglomération. Ce dernier n'avait en réalité connu qu'une seule élection, en 1971, où s'était posé le problème de la représentation de la minorité flamande. 
Depuis la création de cette assemblée en 1989, chaque liste doit choisir sa catégorie linguistique, les candidats d'une liste doivent tous appartenir au même régime linguistique (avoir demandé une carte d'identité en néerlandais à leur administration communale, sans plus), et tout candidat ne peut ultérieurement l'être sur une liste de l'autre groupe linguistique. Cette règle a été introduite à la demande des partis flamands, échaudés par l'expérience de 1971 au Conseil d'agglomération de Bruxelles où un parti francophone, le FDF, avait présenté une liste flamande (de "faux Flamands" selon les partis flamands, de "Bruxellois bilingues" ou de "Flamands modérés" selon le FDF) afin d'accroître sa représentation.
Lors des élections régionales de 1989, 1995 et 1999, il apparut que le nombre de sièges obtenus par les listes flamandes n'était pas stable, puisqu'il dépendait uniquement du score des listes flamandes, et n'était pas assez important pour permettre aux élus de remplir leurs tâches correctement au sein de la Commission communautaire flamande (VGC, mini-parlement des Flamands de Bruxelles), certains d'entre eux devant par ailleurs également siéger au Parlement flamand, qui comportait des sièges réservés pour des députés régionaux bruxellois néerlandophones cooptés par leurs pairs.
L'Accord du Lombard, conclu le 29 avril 2001, et concrétisé notamment dans les lois spéciales du 13 juillet 2001, augmenta le nombre total de députés régionaux bruxellois jusqu'à 89, permettant de réserver 17 sièges pour la minorité flamande sans trop attenter à la règle proportionnelle. Les élus bruxellois du Parlement flamand sont quant à eux désormais élus séparément. Les premières élections suivant ce système ont eu lieu le 13 juin 2004.
Depuis 1989, les règles électorales concernant les électeurs et les candidats n'ont toutefois pas été modifiées :
- chaque électeur bruxellois (de nationalité belge et âgé de 18 ans le jour du vote) a le droit de voter pour la liste de son choix, et au sein de cette liste pour la case de tête (vote pour le parti, approuvant ainsi l'ordre des candidats) ou pour un ou des candidat(s)
- chaque liste de candidats doit choisir son rôle linguistique, francophone ou néerlandophone, et ne comporter que des candidats qui
  - ont obtenu de leur administration communale une carte d'identité dans la langue du rôle de la liste, signifiant qu'ils ont demandé que cette langue soit celle dans laquelle l'administration s'adresse à eux
  - n'ont jamais été candidats sur une liste de l'autre rôle linguistique

En pratique, cela signifie qu'un électeur francophone peut voter pour une liste néerlandophone, et vice versa, et qu'un candidat n'a aucune obligation de parler la langue correspondant au rôle linguistique de sa liste. En 1999 en particulier, étant donné le succès quatre ans plus tôt du parti d'extrême droite Vlaams Blok auprès d'électeurs francophones, plusieurs candidats francophones se présentèrent sur des listes de partis démocratiques flamands en appelant les électeurs francophones à faire barrage à l'extrême droite. Le risque existait en effet que le Vlaams Blok remporte, grâce à l'apport de voix francophones, la majorité au sein du groupe linguistique néerlandophone au sein du Parlement régional, et obtienne ainsi automatiquement la moitié des sièges au gouvernement régional, ainsi que le prévoit la législation régissant le fonctionnement des institutions de cette région.